# Annik Malvil
Annick Deligant, mais conhecida como Annik Malvil (Ixelles, 11 de maio de 1936), é uma modelo e atriz belga radicada no Brasil.

## Biografia e carreira
Annik mudou-se para o Brasil ainda adolescente, e aqui concluiu o científico. Em 1954, depois de trabalhar como modelo, começou a trabalhar em emissoras de rádio e televisão, no Rio de Janeiro e em São Paulo.
Embora nascida na Bélgica, no Brasil era tratada como "Francesinha". Inspirado nela, Mirabeau (compositor) compôs a marchinha "Tem Francesinha no Salão".
Como cantora, Annik gravou um compacto simples com a canção "Brôto de Tubinho", por causa do modelo de vestido que ela lançou no Brasil.
Seu primeiro trabalho no cinema foi Conceição (1960), contracenando com Hélio Souto. Depois vieram O Homem do Rio (1965) e Ana, a Libertina (1975). Seu último trabalho artístico foi na minissérie Memórias de um Gigolô (1986).
Mudou-se para Miami, onde morou até janeiro de 2012, quando voltou ao Brasil. Ela tem uma pousada na Barra da Tijuca (bairro do Rio de Janeiro).

## Carreira

### Cinema
| Ano  | Título                             | Personagem       |
| ---- | ---------------------------------- | ---------------- |
| 1975 | Ana, a Libertina                   | Vizinha de Ana   |
| 1973 | Os Homens Que Eu Tive              | Tânia            |
| 1970 | O Ritual dos Sádicos               | —                |
| 1970 | Vida e Glória de um Canalha        | Olga             |
| 1969 | O Cangaceiro sem Deus              | Lúcia            |
| 1968 | Um Dia, numa Cidade                | Sônia            |
| 1968 | Viagem ao Fim do Mundo             | Pandora          |
| 1968 | Enfim Sós... com o Outro           | Fabienne         |
| 1967 | Juego peligroso                    | Esposa           |
| 1966 | 007 1/2 no Carnaval                | —                |
| 1966 | Cuidado, Espião Brasileiro em Ação | Isabel           |
| 1966 | Essa Gatinha É Minha               | Cláudia          |
| 1964 | L'homme de Rio                     | —                |
| 1964 | Pão de Açúcar                      | Chiquinha        |
| 1963 | Os Vencidos                        | —                |
| 1961 | Férias no Arraial                  | Nhá Maria Amélia |
| 1960 | Conceição                          | —                |

### Televisão
| Ano  | Título                | Personagem                 |
| ---- | --------------------- | -------------------------- |
| 1986 | Memórias de um Gigolô | Nanette                    |
| 1965 | Olhos Que Amei        | Condessa Sônia de Alemberg |

## Trabalhos em Teatro[5]
- 1968 - Brasil de Samba a Samba
- 1962/1963 - A Canção Dentro do Pão
- 1962 - A Visita da Velha Senhora
- 1962 - 12 Biquínis
- 1961 - O Bezerro de Ouro
- 1960 - A Engrenagem